# اريك وودز
اريك وودز (بالإنجليزية: Eric Woods)‏ هو لاعب كرة قدم أسترالية أسترالي، ولد في 12 ديسمبر 1892 في ألبوري في أستراليا، وتوفي في 12 أغسطس 1936 في ملبورن في أستراليا.

## وصلات خارجية
- اريك وودز على موقع AustralianFootball.com (الإنجليزية)
- اريك وودز على موقع AFLtables.com (الإنجليزية)